# Mgline
Mgline (en russe : Мглин) est une ville de l'oblast de Briansk, en Russie, et le centre administratif du raïon de Mgline. Sa population s'élevait à 7 145 habitants en 2020.

## Géographie
Mgline est située sur la rivière Soudynka, à 107 km — 123 km par la route — au sud-ouest de Briansk et à 431 km au sud-ouest de Moscou.

## Histoire
Le site était déjà occupé au XIIe siècle, mais la première mention de Mgline remonte à 1389, alors que la ville était sous la domination de la Lituanie. En 1502, des troupes russes occupèrent Mgline, qui devint une ville frontalière de la Russie.
Au début du XVIIe siècle, Mgline fut occupée par les troupes polonaises et lituaniennes et resta en leur pouvoir jusqu'en 1649. Cinq ans plus tard, elle passa définitivement sous la domination de la Russie. Pendant la grande guerre du Nord, la ville fut assiégée en 1708 par les troupes du roi de Suède, Charles XII, en route vers Poltava. Elle obtint le statut de ville en 1781.
À la fin du XIXe siècle, Mgline, était une petite ville aux fonctions administratives et commerciales. Pendant la Seconde Guerre mondiale, Mgline fut occupée par l'Allemagne nazie du 16 août 1941 au 22 septembre 1943. Dans le cadre de la Shoah par balles, les Allemands contraignent les juifs de la ville aux travaux forcés puis assassinent environ 500 juifs en mars 1942.
Elle fut libérée par le front de Briansk de l'Armée rouge au cours de l'opération de Briansk.

## Patrimoine
Mgline possède un bâtiment remarquable, la cathédrale de l'Assomption, de style néoclassique, construite en 1815–1830.

## Population
Recensements (*) ou estimations de la population
| 1856  | 1897* | 1926* | 1939* | 1959* | 1970* | 1979* |
| ----- | ----- | ----- | ----- | ----- | ----- | ----- |
| 7 100 | 7 631 | 6 484 | 7 300 | 6 083 | 6 100 | 6 479 |

| 1989* | 2002* | 2010* | 2012  | 2013  | 2014  | 2015  |
| ----- | ----- | ----- | ----- | ----- | ----- | ----- |
| 7 704 | 8 261 | 7 916 | 7 866 | 7 785 | 7 877 | 8 052 |

| 2016  | 2017  | 2018  | 2019  | 2020  | - | - |
| ----- | ----- | ----- | ----- | ----- | - | - |
| 8 161 | 7 884 | 7 578 | 7 258 | 7 145 | - | - |